# Jacqueline Kennedy Onassis
Jacqueline Lee Bouvier Kennedy Onassis (28 tháng 7 năm 1929 – 19 tháng 5 năm 1994), là vợ của Tổng thống thứ 35 của Hoa Kỳ John F. Kennedy, và Đệ Nhất Phu nhân Hoa Kỳ từ năm 1961 đến 1963. Bà thường được gọi một cách thân mật là Jackie, Jackie Bouvier, Jackie Kennedy, Jackie Onassis và, đôi khi, Jackie O.

## Thời thơ ấu
Jacqueline Lee Bouvier chào đời tại Thành phố New York, là con gái đầu của John "Jack" Vernou Bouvier III (1891-1957) và Janet Lee Bouvier (1906-1989), Janet là con gái của một chủ tịch ngân hàng. Cha mẹ của Jacqueline ly dị khi bà còn trẻ, mẹ bà tái hôn với Hugh D. Auchincloss, một người giàu có.
Khi còn bé, Jackie Bouvier là một kỵ sĩ thuần thục và rất thích ngựa (lòng ham thích này vẫn kéo dài cho đến lúc trưởng thành). Jackie đoạt được một số giải thưởng và huy chương nhờ khả năng điều khiển ngựa; nhờ vậy mà khu đất rộng tại nông trang Hammersmith làm cô gái cảm thấy yêu thích ngôi nhà của người cha kế. Jackie thích đọc sách, làm thơ và ngưỡng mộ cha mình. Mẹ của Jackie được miêu tả là cổ hủ và nghiêm nhặt, uốn nắn các con của bà tuân giữ nghiêm nhặt những quy tắc, tính cách, trang phục và lề thói của giai tầng thượng lưu. Trong khi Jackie và người cha tạo lập được mối quan hệ tình cảm trìu mến thì người mẹ tỏ ra là người kiểm soát mọi sự.
Jackie theo học tại trường Miss Porter 1944-1947, rồi tại Vassar College 1947-1948, và Đại học George Washington sau đó, tại đây cô nhận một văn bằng về nghệ thuật năm 1951. Năm 1949, Jackie theo học trong một thời gian tại Đại học Sorbonne (Paris). Những ngày sống ở Pháp là quãng thời gian vui thú nhất cho cô; càng có nhiều hiểu biết về nước Pháp và văn hoá Pháp, tình yêu của cô dành cho đất nước này và nền văn hoá phong phú của nó càng gia tăng. Tình yêu này được thể hiện qua nhiều khía cạnh khác nhau trong cuộc sống của cô, như sự lựa chọn thực đơn cho các bữa tiệc chiêu đãi trong Toà Bạch Ốc, và sở thích trong các vấn đề thời trang. Jackie nói thông thạo tiếng Pháp và tiếng Tây Ban Nha. Việc làm đầu tiên đến với Jacqueline là một chân phóng viên nhiếp ảnh cho The Washington Times-Herald, nhờ đó cô có cơ hội tiếp xúc với nhiều chính trị gia tại Washington, và với người chồng đầu tiên của mình.

## Hôn nhân

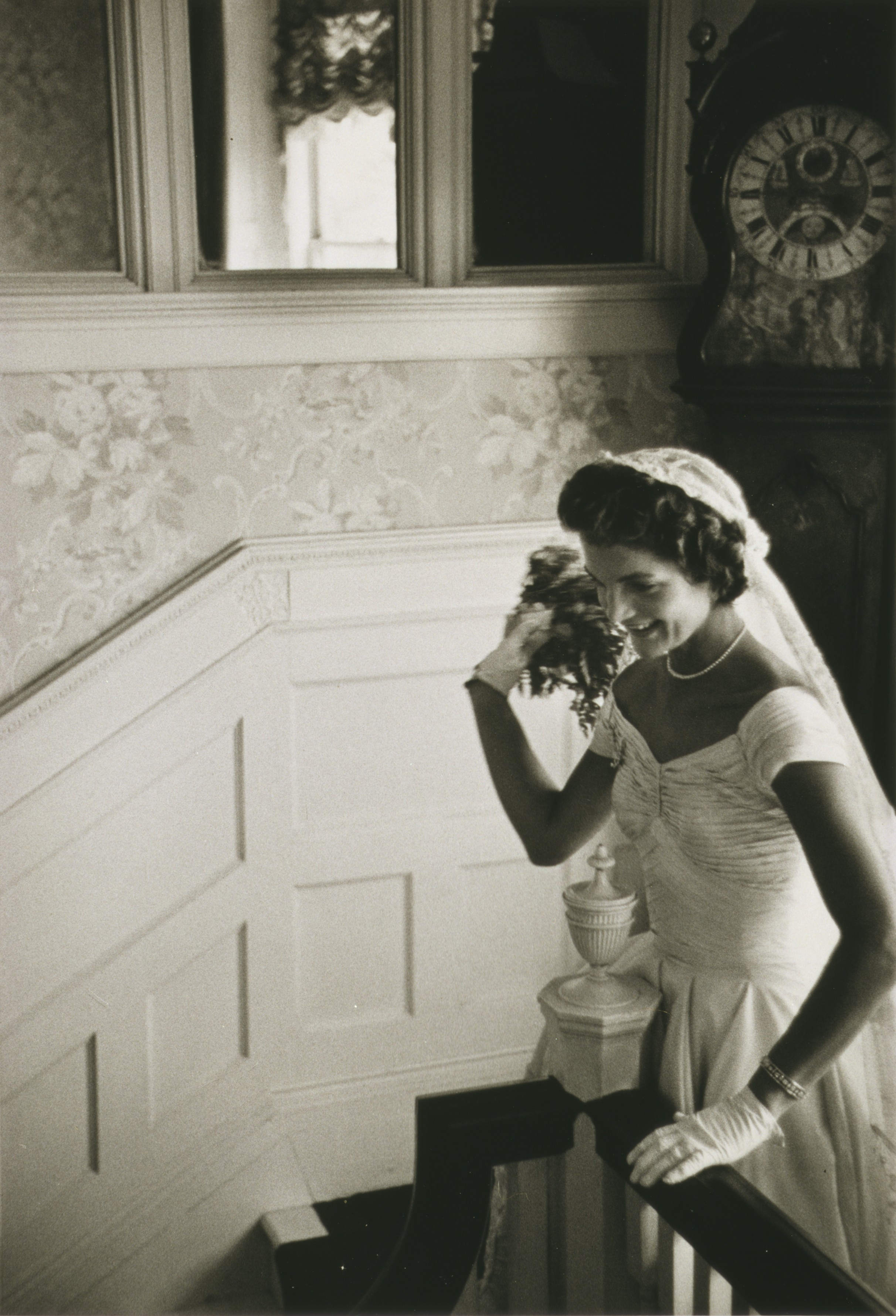
Jacqueline Kennedy trong ngày lễ cưới, năm 1953.

Sau một lần từng đính hôn (với một nhân viên môi giới chứng khoán tên John Husted, Jr. - lễ cưới của họ dự định tổ chức vào tháng Sáu 1952), ngày 12 tháng 9 năm 1953 tại Newport, tiểu bang Rhode Island, Jacqueline kết hôn với Thượng Nghị sĩ John F. Kennedy, một trong những ngôi sao đang tỏa sáng của Đảng Dân chủ. Họ có bốn người con: Arabella (thai chết lưu, 1956), Caroline Kennedy (1957-), John F. Kennedy, Jr. (1960-1999) và Patrick Bouvier Kennedy (ra đời và chết trong tháng Tám 1963). Đây là cuộc hôn nhân có nhiều sóng gió, vì Kennedy là một người đàn ông đào hoa lại có vấn đề về sức khỏe, nhưng rõ ràng Jacqueline tỏ ra không quan tâm đến các quan hệ tình cảm của chồng.
Jacqueline có mối quan hệ tốt với gia đình chồng trong đó có bố chồng Joseph P. Kennedy. Ông cụ nhận ra tiềm năng thu hút công chúng nơi người con dâu. Bà cũng gần gũi với Robert, em trai của John. Dù vậy, bà tỏ ra không mặn mà gì với tính cách thích ganh đua, hay phô trương và đầy kiêu hãnh của các thành viên thuộc Gia tộc Kennedy. Jacqueline thuộc mẫu người kín đáo và trầm lặng.

## Đệ Nhất Phu nhân

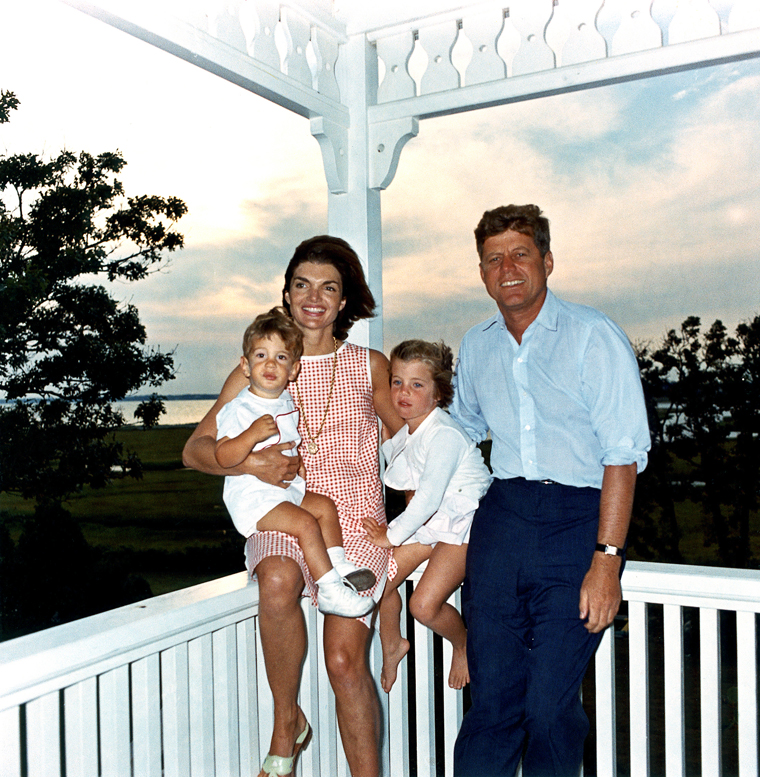
Jacqueline và gia đình tại Hyannis Port 1962

Kennedy đánh bại Richard M. Nixon với số phiếu sít sao trong cuộc bầu cử tổng thống năm 1960 để trở thành Tổng thống thứ 35 của Hiệp chúng quốc Hoa Kỳ vào năm 1961. Jackie Kennedy trở thành một trong những Đệ Nhất Phu nhân trẻ tuổi nhất trong lịch sử Hoa Kỳ.
Trong cương vị này Jacqueline trở thành tâm điểm của công luận và mọi việc bà làm đều thu hút sự quan tâm của công chúng. Jacqueline đặc biệt ưa thích những nhà thiết kế đắt giá chuyên về thời trang cao cấp Pháp (haute couture), và các loại trang phục khiến nhiều người cho rằng bà không trung thành với trang phục Mỹ. Vì vậy, bà thường né tránh bằng cách yêu cầu nhà thiết kế Chez Ninon tại New York sao chép hoặc mô phỏng thời trang theo kiểu Pháp cho trang phục của bà. Suốt trong thời gian là bà chủ của Tòa Bạch Ốc, Đệ Nhất Phu nhân này được xem là một thần tượng thời trang trong nước và quốc tế.

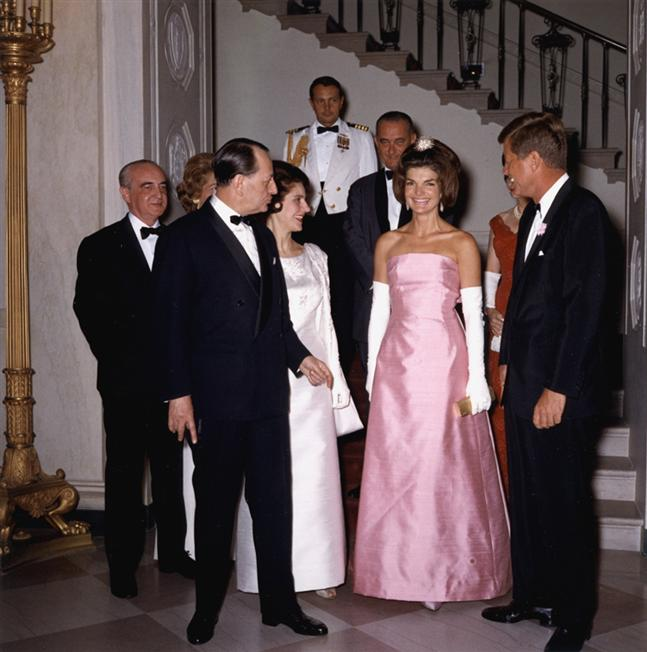
Jacqueline đài các trong chiếc áo hồng dự tiệc mừng bộ trưởng văn hóa Pháp André Malraux

Ngày 4 tháng 2 năm 1962, Jacqueline hướng dẫn khán giả truyền hình Mỹ thăm viếng Toà Bạch Ốc. Đề án quan trọng đầu tiên của bà là trang trí lại tòa nhà này. Ý tưởng này đã đến với Jacqueline từ lần viếng thăm Tòa Bạch Ốc trước khi bà trở thành Đệ Nhất Phu nhân; khi ấy bà tỏ ra thất vọng trước những gì bà đang chứng kiến vì cớ sự thiếu vắng hơi thở của lịch sử tại nơi này. Là người yêu thích môn lịch sử, Jacqueline tin rằng tòa nhà biểu tượng cho đất nước của bà cần được làm nổi bật tính biểu trưng của nó. Bà tìm cách gây quỹ và thuê mướn một uỷ ban đặc biệt. Ủy ban này phải làm việc cật lực hầu tìm ra các món trang trí nội thất cùng các tác phẩm nghệ thuật phù hợp với thiết kế nguyên thủy của tòa nhà. Họ cũng phải truy tìm các bức chân dung nguyên bản của những nhân vật lịch sử như Thomas Jefferson và Benjamin Franklin.
Cùng với chồng, Jacqueline xuất hiện trong nhiều hoạt động xã hội giúp đem hình ảnh của họ vào điểm tập chú của công luận. Không giống những người tiền nhiệm, Jacqueline và chồng là những người am tường và biết trân trọng nghệ thuật, âm nhạc và văn hoá. Họ mời những người thuộc giới hội họa và âm nhạc đến dự dạ tiệc, chủ trì những buổi lễ đặc biệt như lễ tôn vinh những người đoạt giải Nobel, gặp gỡ những nhân vật tiếng tăm và làm thay đổi cung cách tổ chức những buổi tiệc chiêu đãi quốc khách tại Tòa Bạch Ốc.

## Vụ ám sát
Jackie Kennedy ngồi kế chồng khi ông bị bắn và bị thương vào ngày 22 tháng 11 năm 1963 tại Dallas, Texas. Bà Kennedy, khi làm chứng trước Ủy hội Warren, thuật lại rằng bà thấy một mảnh sọ của tổng thống văng ra, nhưng theo cuốn phim tư liệu của Zapruder, đầu của bà lúc ấy đang ở vị trí không cho phép bà thấy được phần trên của đầu tổng thống. Trong vòng vài giây, bà chồm về phía trái của băng ghế sau chiếc xe, phía sau bên trái tổng thống và nhặt vội mảnh sọ của tổng thống, sau đó bà trao nó cho một bác sĩ thuộc bệnh viện Parkland.

## Tang lễ

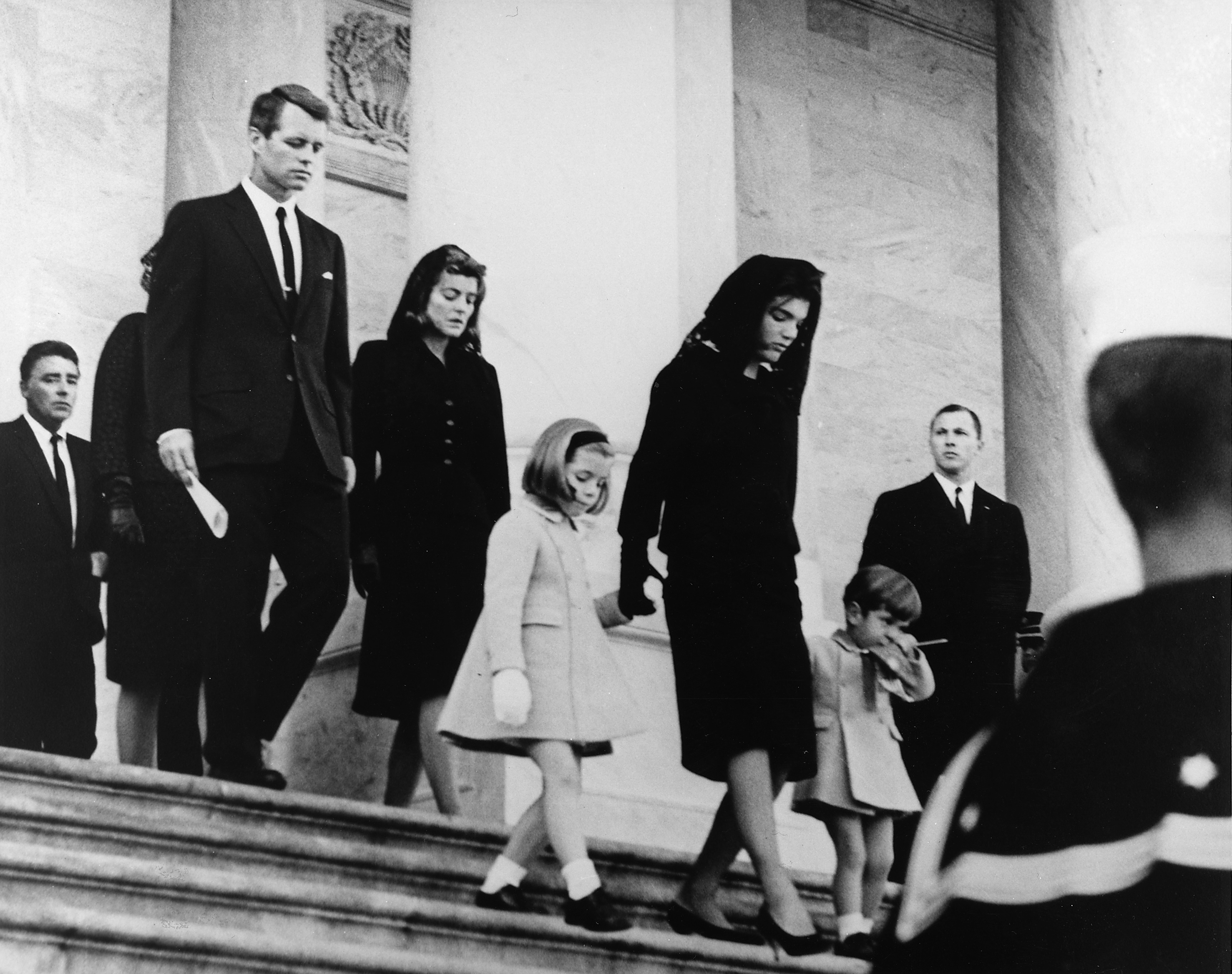
Jacqueline cùng các con tại đám tang chồng

Hình ảnh của Jackie, với lòng can đảm đặc biệt của một góa phụ sau cái chết của chồng, đã chinh phục lòng ngưỡng mộ của cả thế giới. Bà luôn dẫn đầu trong các nghi thức quốc gia thương tiếc tổng thống, cùng với Caroline, 5 tuổi, và John, 3 tuổi, bên cạnh mẹ tay trong tay, quỳ trước quan tài chồng tại điện Capitol, bà đi chân đất theo quan tài từ Tòa Bạch Ốc đến Thánh đường St. Matthew, nơi cử hành tang lễ, và cuối cùng, thắp lên ngọn lửa vĩnh cửu cho mộ chồng tại Nghĩa trang Quốc gia Arlington. Tờ London Evening Standard tường thuật: "Jacqueline mang lại cho nhân dân Mỹ... điều mà họ luôn luôn thiếu: sự uy nghi".

## Ẩn dật
Một tuần sau cái chết của Kennedy, khi được phỏng vấn bởi Theodore H. White của tạp chí Life, Jacqueline gọi những năm cầm quyền của Kennedy là thời kỳ "Camelot".
Jacqueline dành một năm để than khóc, không xuất hiện trước công chúng. Sau đó, bà sống kín đáo và lặng lẽ, một phần vì những quan ngại về sự an toàn cho bà và các con sau vụ ám sát. Đối với nhiều người Mỹ, hình ảnh đáng nhớ nhất của Jacqueline là lòng can đảm của bà thể hiện trong bốn ngày lịch sử của tháng 11 năm 1963 khi chồng bà bị ám sát.

## Tái hôn
Ngày 20 tháng 10 năm 1968, tại Skorpios, một hòn đảo thuộc quyền sở hữu của Onassis gần bờ biển Hi Lạp, Jacqueline kết hôn với Aristotle Onassis, nhà tài phiệt tàu thuyền người Hi Lạp. Từ lúc em trai của chồng bà, Robert F. Kennedy, bị ám sát ba tháng trước đó, Jacqueline tin rằng gia đình bà đang ở trong tầm ngắm của kẻ thù, vì vậy bà và các con cần phải rời khỏi Hoa Kỳ. Như vậy, hôn nhân với Onassis được xem là một lối thoát: Onassis có đủ tiền và quyền lực để cung ứng sự bảo vệ mà bà đang cần, trong khi bà có thể cho ông uy tín xã hội mà ông đang khao khát. Dù Onassis sống hòa thuận với Caroline và John, Jr. (chính con trai của Onassis, Alexander, đã giới thiệu John thử lái máy bay và, sau này, cả hai đều chết vì tai nạn máy bay), Jacqueline không thể hòa hợp với con gái của chồng, Christina Onassis. Phần lớn thời gian của bà được dùng cho du lịch và mua sắm. Ngày 15 tháng 3 năm 1975, đang trong giai đoạn đầu tiến hành thủ tục ly hôn, Onassis qua đời để lại cho người vợ một phần thừa kế kếch xù.

## Cuối đời

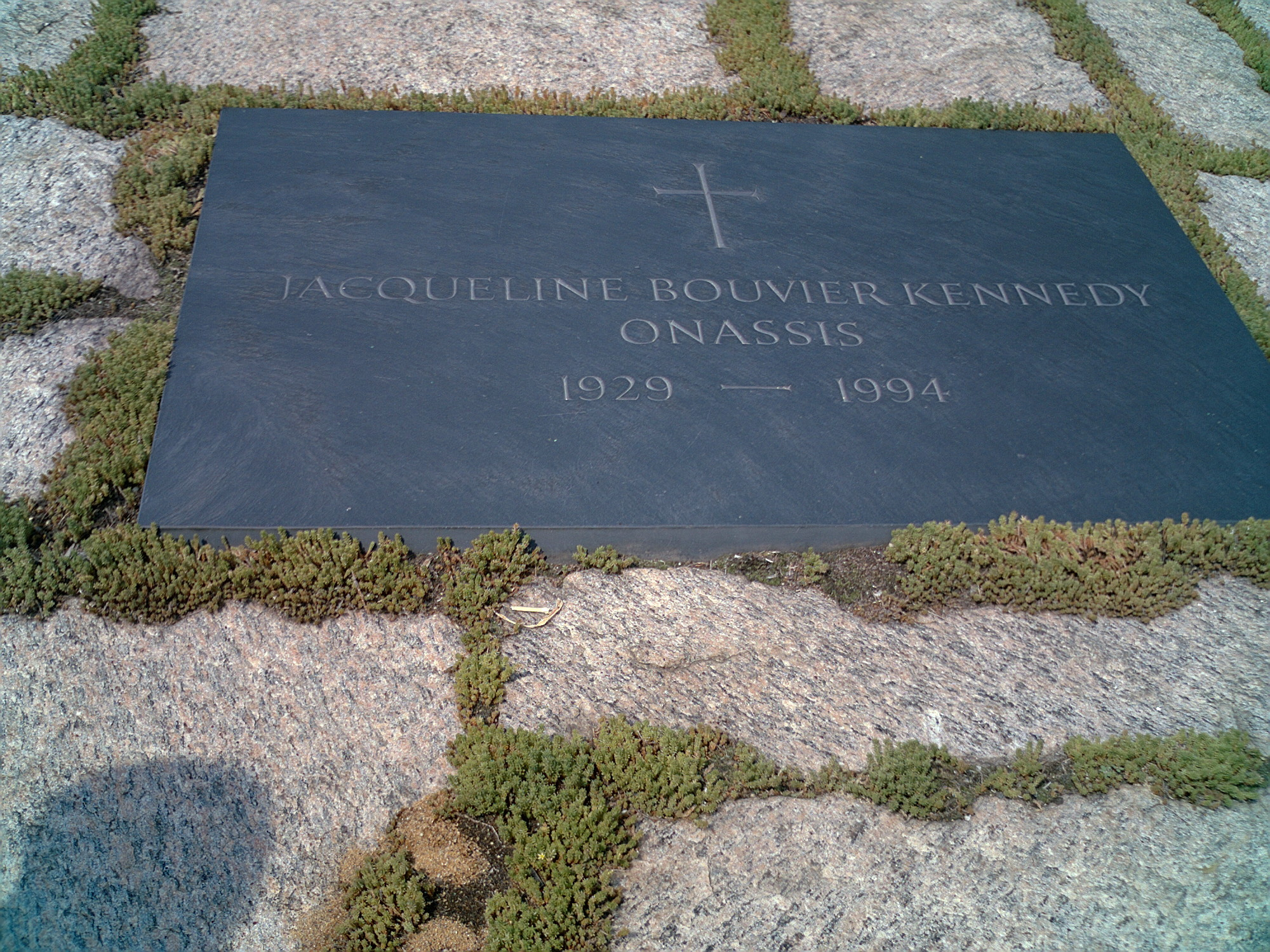
Mộ bia Jackie Kennedy Onassis tại Nghĩa trang Quốc gia Arlington

Những năm sau đó, Jacqueline nhận làm biên tập cho nhà xuất bản Doubleday, trong khi sống với Maurice Tempelsman, một kỹ nghệ gia và nhà buôn kim cương, ở Thành phố New York và Martha's Vineyard (một hòn đảo du lịch thuộc tiểu bang Massachusetts, nổi tiếng với những bãi tắm đẹp và các khu nghỉ dưỡng dành cho giới thượng lưu). Tempelsman sinh tại Bỉ và đã có gia đình. Trong những năm thuộc thập niên 1960, bà tham gia chiến dịch chống dự án phá bỏ Grand Central Terminal, trong thập niên 1980 bà là nhân vật chính trong những cuộc phản kháng chống lại kế hoạch xây dựng cao ốc Columbus Circle, với lý do sau khi xây dựng xong, tòa nhà này sẽ phủ bóng xuống Central Park của Thành phố New York.
Bà bị chẩn đoán mắc bệnh lymphoma, một loại ung thư và qua đời trong giấc ngủ tại chung cư ở Đại lộ số Năm lúc 10:15 tối ngày 19 tháng 5 năm 1994.
Tang lễ của bà, cử hành ngày 23 tháng 5, được truyền hình toàn quốc, dù được tổ chức cách riêng tư theo ước nguyện của bà. Bà được chôn bên cạnh tổng thống quá cố tại nghĩa trang Arlington. Tổng thống Bill Clinton đã đến dự tang lễ. Hai người con đã đặt hoa lên quan tài, chào từ biệt một thời kỳ đáng ghi nhớ trong lịch sử Hoa Kỳ.